# Aculepeira busu
Aculepeira busu är en spindelart som beskrevs av Levi 1991. Aculepeira busu ingår i släktet Aculepeira, och familjen hjulspindlar. Inga underarter finns listade.